# ليكا، كرواتيا
ليكا، كرواتيا ( باللاتينية : Lika) هي منطقة سكنية في كرواتيا .

## تخصيص
تبلغ مساحة ليكا 5.000 كيلومتر مربع ويبلغ عدد سكانها 50.000 نسمة.